# GLADIATOR 021 in OSAKA
GLADIATOR 021 in OSAKAは、日本の総合格闘技団体「GLADIATOR」の大会の一つ。
2023年3月26日、大阪府豊中市の176BOXで開催された。

## 大会概要
本大会ではモンゴル、フィリピン、韓国から選手を招聘し、GLADIATORとWARDOGの王者が迎え撃っている。さらに元DEEP＆パンクラス王者の前田吉朗がPROGRESSフォークスタイルグラップリングに挑戦するなど注目を集めた。。

## 試合結果

### オープニングファイト
第1試合 フライ級 5分1R
○  古賀珠楠 vs.  那須裕次郎 ×
1R 1:27 KO
第2試合 バンタム級 5分1R
○  有田一貴 vs.  武田純忠 ×
判定3-0
第3試合 バンタム級 5分1R
○  吉田開威 vs.  藤井丈虎 ×
判定3-0

### オープニング＆プレリミナリーファイト
第4試合 アマチュア バンタム級 3分2R
○  飴山聖也 vs.  平本丈 ×
1R 2:07 KO
第5試合 アマチュア ライト級 3分2R
○  佐藤フミヤ vs.  北原蓮 ×
判定3-0
第6試合 PROGRESSフォークスタイルグラップリング バンタム級 5分2R
○  花澤大介 vs.  ハシャーンフヒト ×
判定4-2
第7試合 ウェルター級 5分2R
○  阿部光太 vs.  橋本健吾 ×
1R 0:13 KO
第8試合 フェザー級 5分2R
○  藤岡陸 vs.  フェルナンド ×
判定2-1
第9試合 フライ級 5分2R
○  中西テツオ vs.  宮川日向 ×
1R 2:43 リアネイキドチョーク

### メインカード
第10試合 バンタム級 5分3R
○  ゆうと vs.  キム・ウィジョン ×
判定3-0
第11試合 PROGRESSフォークスタイルグラップリング バンタム級 5分2R
○  前田吉朗 vs.  江木伸成 ×
判定8-5
第12試合 PROGRESSフォークスタイルグラップリング ウェルター級 5分2R
○  世羅智茂 vs.  大嶋聡承 ×
判定8-4
第13試合 55kg契約 5分3R
○  中務修良 vs.  エイドリアン・バトト・ジェマー ×
1R 3:39 ヒールホールド
第14試合 バンタム級 5分3R
○  テムーレン・アルギルマー vs.  神田T-800周一 ×
1R 4:54 TKO
第15試合 GLADIATORフライ級タイトルマッチ 5分3R
○  ニャムジャルガル・トウメンデムベレル vs.  NavE ×
1R 0:07 KO
※ニャムジャルガルが第4代GLADIATORフライ級王者に。

### ポストリミナリー
第16試合 バンタム級 5分2R
○  秋田良隆 vs.  藤原克也 ×
1R 2:47 腕ひしぎ十字固め
第17試合 バンタム級 5分2R
○  谷口武 vs.  今村豊 ×
2R 0:47 リアネイキドチョーク
第18試合 ストロー級 5分2R
○  木村旬志 vs.  田中優樹 ×
1R 1:10 KO

### ザ・ワンTV ファイトボーナス
ニャムジャルガル・トゥメンデルベデル、テムーレン・アルギルマー ※40万円
中務修良 ※20万円